# Чехія на Чемпіонаті світу з водних видів спорту 2015
Чехія взяла участь у Чемпіонаті світу з водних видів спорту 2015, який пройшов у Казані (Росія) від 24 липня до 9 серпня.

## Хай-дайвінг
Один чеський спортсмен кваліфікувався на змагання з хай-дайвінгу.
| Спортсмен      | Дисципліна | Очки   | Місце |
| -------------- | ---------- | ------ | ----- |
| Міхал Навратіл | чоловіки   | 564.35 | 8     |

## Плавання на відкритій воді
Повна команда з шести чеських спортсменів кваліфікувалася на змагання з плавального марафону на відкритій воді. 
Чоловіки
| Спортсмен     | Дисципліна | Час       | Місце |
| ------------- | ---------- | --------- | ----- |
| Віт Інгедулд  | 5 км       | 55:38.5   | 29    |
| Віт Інгедулд  | 25 км      | 5:13:11.0 | 19    |
| Матей Козубек | 10 км      | 1:56:34.2 | 54    |
| Матей Козубек | 25 км      | 5:05:22.3 | 15    |
| Ян Кутнік     | 5 км       | 55:28.8   | 18    |
| Ян Кутнік     | 10 км      | 1:52:56.8 | 37    |

Жінки
| Спортсменка      | Дисципліна | Час           | Місце         |
| ---------------- | ---------- | ------------- | ------------- |
| Алена Бенешова   | 5 км       | 1:00:50.3     | 18            |
| Алена Бенешова   | 10 км      | 2:00:12.4     | 30            |
| Сільвіє Рибарова | 25 км      | Не фінішувала | Не фінішувала |
| Ленка Штербова   | 25 км      | 5:36:09.9     | 15            |

Змішаний
| Спортсмени                             | Дисципліна | Час     | Місце |
| -------------------------------------- | ---------- | ------- | ----- |
| Алена Бенешова Матей Козубек Ян Кутнік | Команда    | 59:43.1 | 17    |

## Плавання
Чеські плавці виконали кваліфікаційні нормативи у таких дисциплінах (не більш як 2 плавці на одну дисципліну за часом нормативу A, і не більш як 1 плавець на одну дисципліну за часом нормативу B):
Чоловіки
| Спортсмен                                           | Дисципліна                       | Попередній заплив | Попередній заплив | Півфінал        | Півфінал        | Фінал           | Фінал           |
| Спортсмен                                           | Дисципліна                       | Час               | Місце             | Час             | Місце           | Час             | Місце           |
| --------------------------------------------------- | -------------------------------- | ----------------- | ----------------- | --------------- | --------------- | --------------- | --------------- |
| Петр Бартунек                                       | 50 м брасом                      | 28.47             | 38                | Завершив виступ | Завершив виступ | Завершив виступ | Завершив виступ |
| Петр Бартунек                                       | 100 м брасом                     | 1:02.90           | 46                | Завершив виступ | Завершив виступ | Завершив виступ | Завершив виступ |
| Роман Дмитрієв                                      | 200 м на спині                   | 2:01.49           | 27                | Завершив виступ | Завершив виступ | Завершив виступ | Завершив виступ |
| Павел Янечек                                        | 200 м вільним стилем             | 1:50.95           | 45                | Завершив виступ | Завершив виступ | Завершив виступ | Завершив виступ |
| Павел Янечек                                        | 200 м комплексом                 | 2:02.43           | 22                | Завершив виступ | Завершив виступ | Завершив виступ | Завершив виступ |
| Павел Янечек                                        | 400 м комплексом                 | 4:20.43           | 22                | Н/Д             | Н/Д             | Завершив виступ | Завершив виступ |
| Ян Міцка                                            | 400 м вільним стилем             | 3:53.79           | 43                | Н/Д             | Н/Д             | Завершив виступ | Завершив виступ |
| Ян Міцка                                            | 800 м вільним стилем             | 8:05.76           | 30                | Н/Д             | Н/Д             | Завершив виступ | Завершив виступ |
| Ян Міцка                                            | 1500 м вільним стилем            | 15:22.16          | 23                | Н/Д             | Н/Д             | Завершив виступ | Завершив виступ |
| Ян Шефль                                            | 50 м батерфляєм                  | 24.34             | 36                | Завершив виступ | Завершив виступ | Завершив виступ | Завершив виступ |
| Ян Шефль                                            | 100 м батерфляєм                 | 53.21             | 33                | Завершив виступ | Завершив виступ | Завершив виступ | Завершив виступ |
| Ян Шефль                                            | 200 м батерфляєм                 | 1:57.63           | 17                | Завершив виступ | Завершив виступ | Завершив виступ | Завершив виступ |
| Мартін Вернер                                       | 100 м вільним стилем             | 50.01             | 40                | Завершив виступ | Завершив виступ | Завершив виступ | Завершив виступ |
| Петр Бартунек Роман Дмитрієв Ян Шефль Мартін Вернер | естафета 4x100 метрів комплексом | 3:44.21           | 24                | Н/Д             | Н/Д             | Завершив виступ | Завершив виступ |

Жінки
| Спортсменка                                                      | Дисципліна                       | Попередній заплив | Попередній заплив | Півфінал         | Півфінал         | Фінал            | Фінал            |
| Спортсменка                                                      | Дисципліна                       | Час               | Місце             | Час              | Місце            | Час              | Місце            |
| ---------------------------------------------------------------- | -------------------------------- | ----------------- | ----------------- | ---------------- | ---------------- | ---------------- | ---------------- |
| Сімона Баумртова                                                 | 50 м на спині                    | 28.67             | 20                | Завершила виступ | Завершила виступ | Завершила виступ | Завершила виступ |
| Сімона Баумртова                                                 | 100 м на спині                   | 1:00.91           | 20                | Завершила виступ | Завершила виступ | Завершила виступ | Завершила виступ |
| Сімона Баумртова                                                 | 200 м на спині                   | 2:11.78           | 19                | Завершила виступ | Завершила виступ | Завершила виступ | Завершила виступ |
| Петра Хоцова                                                     | 50 м брасом                      | 31.21             | 15 Q              | 31.40            | 16               | Завершила виступ | Завершила виступ |
| Петра Хоцова                                                     | 100 м брасом                     | 1:08.09           | 24                | Завершила виступ | Завершила виступ | Завершила виступ | Завершила виступ |
| Мартіна Ельгеніцка                                               | 400 м вільним стилем             | 4:18.57           | 30                | Н/Д              | Н/Д              | Завершила виступ | Завершила виступ |
| Мартіна Ельгеніцка                                               | 800 м вільним стилем             | 8:53.08           | 30                | Н/Д              | Н/Д              | Завершила виступ | Завершила виступ |
| Мартіна Ельгеніцка                                               | 1500 м вільним стилем            | 16:50.22          | 22                | Н/Д              | Н/Д              | Завершила виступ | Завершила виступ |
| Анна Коларжова                                                   | 50 м вільним стилем              | 25.67             | 34                | Завершила виступ | Завершила виступ | Завершила виступ | Завершила виступ |
| Анна Коларжова                                                   | 100 м вільним стилем             | 55.26             | 26                | Завершила виступ | Завершила виступ | Завершила виступ | Завершила виступ |
| Анна Коларжова                                                   | 200 м вільним стилем             | 2:00.24           | 25                | Завершила виступ | Завершила виступ | Завершила виступ | Завершила виступ |
| Мартіна Моравчікова                                              | 200 м брасом                     | 2:28.41           | 22                | Завершила виступ | Завершила виступ | Завершила виступ | Завершила виступ |
| Лусі Свецена                                                     | 100 м батерфляєм                 | 1:00.16           | =34               | Завершила виступ | Завершила виступ | Завершила виступ | Завершила виступ |
| Барбора Завадова                                                 | 200 м батерфляєм                 | 2:12.89           | 25                | Завершила виступ | Завершила виступ | Завершила виступ | Завершила виступ |
| Барбора Завадова                                                 | 200 м комплексом                 | 2:13.12           | 14 Q              | 2:11.97          | 12               | Завершила виступ | Завершила виступ |
| Барбора Завадова                                                 | 400 м комплексом                 | 4:35.60           | 2 Q               | Н/Д              | Н/Д              | 4:36.73          | 5                |
| Сімона Баумртова Анна Коларжова Мартіна Моравчікова Лусі Свецена | естафета 4x100 метрів комплексом | 4:03.44           | 15                | Н/Д              | Н/Д              | Завершили виступ | Завершили виступ |

## Синхронне плавання
Четверо чеських спортсменів кваліфікувалися на змагання з синхронного плавання.
Жінки
| Спортсменка                      | Дисципліна              | Попередні змагання | Попередні змагання | Фінал            | Фінал            |
| Спортсменка                      | Дисципліна              | Очки               | Місце              | Очки             | Місце            |
| -------------------------------- | ----------------------- | ------------------ | ------------------ | ---------------- | ---------------- |
| Сона Бернардова                  | соло, технічна програма | 80.0377            | 13                 | Завершила виступ | Завершила виступ |
| Сона Бернардова Альжбета Дуфкова | дует, технічна програма | 80.6425            | 16                 | Завершили виступ | Завершили виступ |
| Сона Бернардова Альжбета Дуфкова | дует, довільна програма | 82.4000            | 15                 | Завершили виступ | Завершили виступ |

Змішаний
| Спортсмени                     | Дисципліна        | Попередні змагання | Попередні змагання | Фінал   | Фінал |
| Спортсмени                     | Дисципліна        | Очки               | Місце              | Очки    | Місце |
| ------------------------------ | ----------------- | ------------------ | ------------------ | ------- | ----- |
| Онджей Цибулка Сабіна Голубова | довільна програма | 73.7000            | 10 Q               | 71.5667 | 10    |